# روس بومغارتن
روس بومغارتن (بالإنجليزية: Ross Baumgarten)‏ هو لاعب كرة قاعدة أمريكي، ولد في 27 مايو 1955 في هايلاند بارك في الولايات المتحدة.

## وصلات خارجية
- روس بومغارتن على موقعبيزبول رفرنس.كوم (الدوري الرئيسي) (الإنجليزية)
- روس بومغارتن على موقعبيزبول رفرنس.كوم (الدوري الثانوي) (الإنجليزية)
- روس بومغارتن على موقع مشجعي الرسوم البيانية (الإنجليزية)